# دانشگاه ایلورین
دانشگاه ایلورین که با نام Unilorin نیز شناخته می‌شود، یک دانشگاه دولتی فدرال در ایلورین، ایالت کوارا، نیجریه است. این دانشگاه در سال ۱۹۷۵ به عنوان یک کالج دانشگاهی وابسته به دانشگاه عبادان آغاز به کار کرد. این مؤسسه با فرمان دولت نظامی فدرال در اوت ۱۹۷۵ تأسیس شد. هدف این تأسیس، اجرای یکی از دستورالعمل‌های آموزشی برنامه سوم توسعه ملی بود که هدف آن فراهم کردن فرصت‌های بیشتر برای نیجریه ای‌هایی بود که مشتاق کسب تحصیلات دانشگاهی و تولید نیروی انسانی سطح بالا هستند، که برای اقتصاد به سرعت در حال گسترش حیاتی است.